# خوسيه لويس كاردوسو
خوسيه لويس كاردوسو (بالإسبانية: José Luis Cardoso)‏ هو متسابق دراجات نارية إسباني. نافس في سباقات بطولة العالم لفئة 500 سي سي ولفئة 250 سي سي ولفئة 50 سي سي. كما شارك في بطولة العالم للسوبربايك وبطولة العالم للموتو جي بي.

## روابط خارجية
- خوسيه لويس كاردوسو على موقع MotoGP.com (الإنجليزية)
- خوسيه لويس كاردوسو على موقع WorldSBK.com (الإنجليزية)